# Aloe andringitrensis
Aloe andringitrensis (укр. Алое андрингітрензис, Алое андрингітранське)  — сукулентна рослина роду алое.

## Етимологія
Видова назва походить від гор Андрингітра, де зростає цей вид алое.

## Морфологічна характеристика
Рослини висотою до 45 см, з діаметром розетки до 45 см. Цвіте червоними або помаранчево-червоними квітами.

## Місця зростання
Зростає на Мадагаскарі на висоті 1 500 — 2 400 м над рівнем моря.

## Умови зростання
Мінімальна температура — + 10 °C. Надає перевагу сонячним місцям або легкій тіні. Посухостійка рослина.